# Нацистский оккультизм
Наци́стский оккульти́зм — совокупность оккультных организаций, движений и учений, связанных с немецким нацизмом и нацистской Германией. Исследователи расходятся в оценке роли оккультизма в нацистской идеологии.

## Позиции учёных
Религиовед Николас Гудрик-Кларк считал, что оккультные доктрины ариософии имели прямое влияние на доктрины национал-социализма через «апокалиптические фантазии», которые завершились хилиастическим обещанием Третьго рейха. С другой стороны, историк Коринна Трейтель (англ. Corinna Treitel) писал, что между нацизмом и оккультизмом не было тесных связей, их отношение характеризовалось «нарастающей враждебностью». В эту доктрину укладывается отношение к мифу Третьего рейха: вначале поддерживаемый, он был отклонён. Это направление анализировалось Аланом Бейкером (Invisible Eagle, 2000). Тема усложняется тем фактом, что ранние, донацистские фёлькише и пангерманистские расистские группы до и после Первой мировой войны находились под влиянием эзотерических идей. Конструкция арийского мифа с идеей полярного происхождения «нордической расы» имела глубокие корни в европейском романтизме и теософии конца XIX века и была распространена в таких движениях, как ариософия. Несмотря на эту идеологическую близость, Бейкер отмечает, что доказательства вовлечённости Гитлера и других ведущих нацистов в магические практики, очень слабы.
Историк Эрик Курландер вслед за Питером Штауденмайером (англ. Peter Staudenmaier) считал, что истина лежит посередине: без сомнения, оккультисты играли важную роль на ранних этапах создания НСДАП, «но столь же очевидно», что руководители партии впоследствии активно их преследовали. В «Майн кампф» Гитлер открыто нападает на оккультистов Вальтера Наухауза (Walter Nauhaus) и Рудольфа фон Зеботтендорфа, «блуждающих немецких учёных-расистов… восхищающихся тёмной доисторической эпохой и каменными топорами».

## История
В формировании нацизма большую роль сыграло оккультное Общество Туле, которое занималось мистическими аспектами происхождения германцев. По словам Зеботтендорфа, сказанным в 1933 году, «именно к членам Туле Гитлер пришёл в самом начале, именно люди из Туле первыми присоединились к нему».
Детали членства ведущих нацистов в Обществе Туле являются предметом спора историков; позиции разнятся от утверждений о том, что практически каждый будущий лидер НСДАП состоял в обществе, до мнения, что лишь немногие из них приходили на собрания, и то в качестве гостей. Научный консенсус состоит в том, что, как и Зеботтендорф, Рудольф Гесс, Ганс Франк, Альфред Розенберг, Дитрих Эккарт и Карл Харрер были либо членами общества, либо часто принимали участие в собраниях как гости.
Общество, по словам Зеботтендорфа, декларировало себя как аполитичное. Курландер считает это тактическим ходом, сделанным с целью избежать гнева властей (сначала имперских, затем веймарских): собрания включали как лекции о древнегерманском лозоходстве, так и призывы к свержению республиканского правительства. Наиболее заметным из заговоров была попытка свержения правительства Баварской советской республики в апреле 1919 года, которая была раскрыта; Вальтер Наухауз с шестью другими участниками был расстрелян.
Происшедший в 1920 году раскол между нацистами и обществом Туле был вызван несколькими причинами: осознанной Карлом Харрером необходимостью расширить политическую базу. Зеботтендорф и оккультисты предпочитали общество богатых слоёв среднего класса; Харрер уже в 1918 году основал «рабочий кружок», затем, вместе с Готфридом Федером и Дитрихом Эккартом, Немецкую рабочую партию. В руководстве партии преобладали тулисты, включая самого Харрера и Фридриха Крона (нем. Friedrich Krohn), который создал флаг со свастикой, но в партии состояли также рабочие-железнодорожники и собрания проходили в пивной, а не в роскошном отеле «Четыре сезона» (в котором собиралось Туле); недовольством Гитлера слабой организацией, отсутствием политических навыков и элитизмом общества; поддержкой со стороны членов общества конкурирующих националистических организаций, включая Немецкую социалистическую партию.
Раскол оформился в июле 1920 года, когда Гитлер потребовал — и добился — чтобы газета «Фёлькишер беобахтер» (поначалу купленная Зеботтендорфом для Туле) перестала поддерживать другие консервативные партии. К концу года Зеботтендорфу пришлось уйти, а газета была выкуплена НСДАП с помощью займа от фон Эппа.
Несмотря на разрыв, Туле сыграло важную роль в становлении нацистов: почти все ранние соратники Гитлера были связаны с этим обществом. В Немецкой рабочей партии и её газете поначалу доминировали люди с активным интересом к оккультизму (что не помешало в дальнейшем нацистам преследовать эзотериков).
Один из ведущих идеологов нацизма Альфред Розенберг разделял популярную в начале XX века гипотезу австрийского инженера Ханса Хёрбигера о смене земных полюсов, и считал, что в далёком прошлом климат северных широт был значительно мягче. Там существовал обширный континент, связываемый им с легендарной Атлантидой, где возникла одарённая раса голубоглазых и белокурых культуртрегеров-«арийцев». После того, как древний континент ушёл под воду, эта раса распространила свою высокую культуру, включая первую письменность, по всему миру, создавая известные древние цивилизации. Богами «арийцев» были златокудрый Аполлон и воинственная Афина Паллада. Примордиальный культурный центр на далёком Севере был центральной идеей мистического Общества Туле, с которым Розенберг был связан в 1919—1920 годах. С этим обществом также были связаны многие другие ключевые фигуры будущей НСДАП. Главным мифом Розенберг считал солнечный миф, который, по его мнению, происходил с далёкого Севера, где сезоны года были ярко выражены и значение солнечного тепла и света осознавалось особенно явственно. Затем, по Розенбергу, азиатские расы перешли в наступление из своих центров в Малой Азии, и последовал упадок «нордической расы», причиной которого было межрасовое смешение, согласно одной из основных идей расизма, порождающее неполноценное выродившееся потомство. Это смешение произошло, потому что «арийцы» ввели демократические порядки — послабления в отношении рабов, эмансипацию женщин, помощь бедноте. «Арийские» небесные боги в его книге выступали против малоазийских земных богов. Упадок «нордической расы» также определяла смена прежних светлых патриархальных богов на привнесённые из Азии образы богинь со змеями.
Придя к власти, нацисты оказали поддержку большому числу видов паранауки, включая астрологию, гиммлеровскую «теория мирового льда», «учение о расовой чистоте», которые стали официально признанными и финансируемыми государством «профессиональными» сферами. В эту деятельность оказалось вовлечено большое число врачей, юристов, учёных и других академических специалистов, что объясняется осознанной лишь «постфактум» моральной неустойчивостью интеллектуалов, проявленной ими в условиях общекультурной катастрофы, тогда как политики и деятели паранауки, напротив, легко установили связи и объединились.
Нацизм отличается ярко выраженным антиинтеллектуализмом и антинаучностью, поскольку входит в резкое противоречие с научными знаниями и стремится подчинить науку своим интересам. В нацистской Германии ценность научной методологии и объективного знания отрицалась, единственной методологической основой для историков объявлялся «германский патриотизм». В Германии 1930-х годов получили развитие псевдонаучные школы, которые, имея поддержку нацистских властей, осуществляли погромы своих оппонентов. К числу таких течений принадлежала школа австрийского инженера Ханса Хёрбигера, создавшая мистическую схему мировой истории, опиравшуюся на доверие к древним мифам в фантастической трактовке. Эта школа создала доктрину вечного льда, включающую теорию катастроф, идеи о «допотопных цивилизациях», в том числе об Атлантиде, людях-богах, цикличности мировой истории, обусловленной вечной борьбой между «космическим льдом» и огнём. Доктрина включала учение, что Луна была захвачена Землёй, что привело к изменению положения полюсов, затем к оледенению, вызвавшему смену рас и упадок цивилизаций. Создатели прежних цивилизаций обладали высшими знаниями и сохранили эти тайные знания для будущих поколений. Другая нацистская школа развивала идею полой Земли. Одним из идеологов нацизма был Герман Вирт, голландско-немецкий этнолог и мистик, автор псевдонаучной теории о высокоразвитой арктической («гиперборейской») «арийской» цивилизации. При поддержке рейхсфюрера СС Генриха Гиммлера в 1935 году Вирт стал первым руководителем «Аненербе», псевдонаучной организации, созданной для изучения в рамках эзотерики истории и наследия «нордической расы».
«Аненербе» была важным учреждением в СС. В 1933 году Гиммлер призвал к созданию новой исследовательской группы учёных в области гуманитарных наук, таких как предыстория, археология, лингвистика, этнография и символика, естественных наук и медицины, направленных на обоснование «арийского расового мировоззрения» нацистской идеологии и идеологии СС. После 1935 года «Аненербе» быстро росла, включив более 50 отделений. Она выпускала два научных периодических издания и содержала несколько издательств в Германии, оккупированных Нидерландах и Норвегии. Планировались экспедиции в экзотические места Азии, Африки и Южной Америки. Учёные из немецких университетов редактировали исследования по индологии, санскритским текстам, катарам и святому Граалю, розенкрейцерам и тайнам Тибета. Научные исследования охватывали биологию, наследственность и генетику редких пород животных Средней Азии и Кавказа.
Экспедиция СС в Тибет в 1938—1939 годах изначально планировалась как частный проект, но Гиммлер предложил ограниченное финансирование, чтобы передать ее под эгиду «Аненербе». Мотивом интереса к Тибету послужили его оккультные идеи о полубожественном происхождении «арийской расы». Руководитель экспедиции доктор Эрнст Шефер, ещё будучи студентом в 1931—1932 годах участвовал в экспедиции в Тибет под руководством американца Брук Долан для Академии естественных наук в Филадельфии. Вступив в СС в 1933 году, Шефер отправился во вторую экспедицию Долана в Восточный и Центральный Тибет в 1934—1936 годах. Успех этой экспедиции привлёк внимание Гиммлера к Шеферу. На их первой встрече в июне 1936 года Гиммлер объяснил свой интерес к теории мирового льда, согласно которой первобытные наводнения затопили древний континент Атлантиду. Он также упомянул о своей вере в то, что нордическая раса не эволюционировала, а спустилась с небес и поселилась в Атлантиде. Гиммлер считал, что «арийские» выходцы из Атлантиды основали великую цивилизацию в Центральной Азии. Третья тибетская экспедиция Эрнста Шефера состоялась в период с апреля 1938 по август 1939 года под эгидой СС. Учитывая академический опыт Шефера в области зоологии и ботаники, а также некоторый опыт работы в географии и этнологии, его доклад предлагал обзор фауны и флоры. Нет никаких упоминаний об эзотерическом интересе Гиммлера к «арийскому» происхождению, хотя были проведены тщательные антропологические измерения тибетских кочевников.

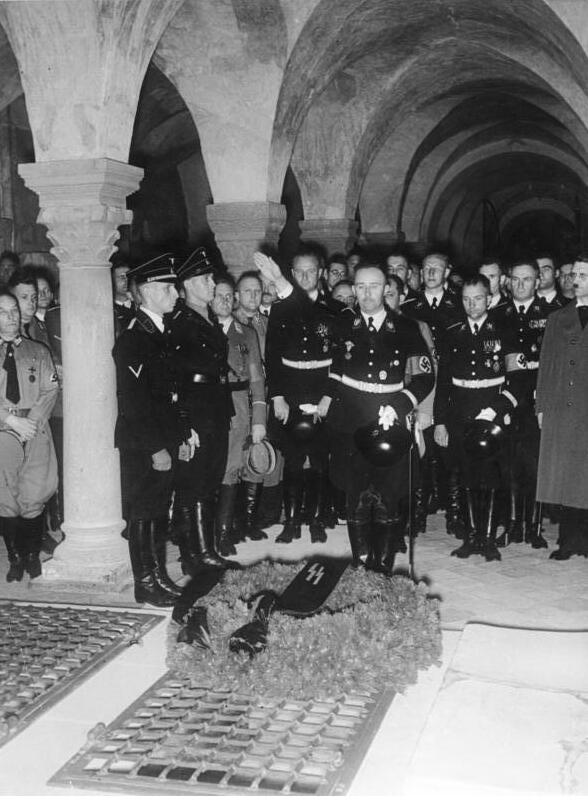
Ночные церемонии по случаю празднования даты смерти короля Генриха Птицелова, Кведлинбург, 1 июля 1938. На фото: рейхсфюрер СС Генрих Гиммлер, кладущий венок, за ним (слева направо) — группенфюрер СС Карл Вольф, гауляйтер и рейхсляйтер Йордан, обергруппенфюрер СС Рейнхард Гейдрих и обергруппенфюрер СС А. Хейсмейер

Понимание Гиммлером СС как элитного военно-религиозного ордена, возглавляющего «арийский» крестовый поход с целью отвоевать Восток, нашло отражение в его романтическом взгляде на средневековую немецкую историю. 2 июля 1936 года Гиммлер организовал специальную религиозную церемонию над могилой Генриха Птицелова в Кведлинбургском соборе, приуроченную к тысячелетию со дня смерти этого короля, основавшего королевскую саксонскую династию и оттеснившего славян на восток за Эльбу. В настроении мистического паломничества Гиммлер говорил о Генрихе как об образце германской доблести и благочестия и поклялся продолжить его миссию на Востоке.
«Замок Гиммлера», Вевельсбург, укрепил репутацию СС как эзотерического рыцарского ордена. Во время избирательной кампании начала 1933 года Гиммлер путешествовал по Вестфалии, «земле Германа и Видукинда», и был впечатлен мифической атмосферой Тевтобургского леса. Вдохновленный романтическими средневековыми образцами, он решил приобрести замок в этом регионе для нужд СС. Вевельсбург недалеко от Падерборна был передан СС в августе 1934 года. Он начал работать как музей и офицерский колледж СС для идеологического воспитания в составе Главного управления СС по вопросам расы и поселения, но затем в феврале 1935 года был передан под прямой контроль личного штаба рейхсфюрера СС, что отражало новую идею Гиммлера по превращению Вевельсбурга в замок ордена СС, сравнимый с замком Мариенбург средневековых тевтонских рыцарей в Пруссии. В конце 1930-х годов Гиммлер и комендант замка Манфред фон Кнобельсдорф проводили в Вевельсбурге неоязыческие свадебные церемонии офицеров СС, организовывали праздники весны, урожая и солнцестояния для гарнизона и деревни.
Массивная северная башня замка была расширена с помощью рабочих из близлежащего специально построенного концентрационного лагеря. Здесь, в большом круглом верхнем зале, увенчанном куполом, должны были размещаться гербы погибшего группенфюрера СС, а мраморный пол украшало большое солнечное колесо, включающее двенадцать рун зиг, получившее известность как чёрное солнце. В крыльях замка учебные комнаты были названы и обставлены в честь фигур, по мысли авторов, представляющих «нордическую» мифологию, таких как Видукинд, Генрих Пловец, Генрих Лев, король Артур и Святой Грааль. Планы 1940—1942 годов предусматривали перенос деревни на некоторое расстояние и строительство огромного архитектурного комплекса, состоящего из залов, галерей, башен и навесных стен, радиально расположенных вокруг склона холма, с большой северной башней. На раннем этапе войны Гиммлер задумывал Вевельсбург как будущий Ватикан СС, имеющий гигантские масштабы и представляющий собой средину нового «арийского» мирового порядка.

## Современный миф
В послевоенной литературе, склонной к сенсациям и работающей в темах оккультизма и теорий заговора, популярна идея, что нацизм был сформирован и прямо руководился оккультными силами с 1920 по 1945 годы. Происхождение этого мифа не связано с ариософией, а с послевоенным ажиотажем на тему нацизма. Быстрота роста нацизма, его радикализм и бесчеловечность воспринимаются многими как сверхъестественный эпизод современной истории. Таинственный образ движения поддерживают популярные литературные произведения, изображающие военные преступления, тайные послевоенные нацистские организации, появление Гитлера спустя много лет после его смерти. В этих рамках популярна идея, что национал-социализм был прямо связан с оккультизмом. Спекулятивная история основывается на скудных доказательствах и произвольных ассоциациях. Коллекционируются знаки отличия и сувениры Третьего Рейха, крайне правыми группами и различными религиозными культами заимствуется форма нацистов и их церемониал. В популярной культуре часто утверждается, что беглые нацистские лидеры стремятся посредством заговора создать Четвёртый рейх. Базовый для этого направления французский бестселлер «Утро магов» (1960), переведённый на многие иностранные языки, используется многочисленной популярной литературой, изданной в Великобритании, Франции и США.
Результатами стали деисторизация фактов диктатуры, террора, войн и угнетения и формирование мифологических представлений о демонической задаче и планетарном масштабе нацизма. Оккультная мифология наделяла нацистские артефакты и реликвии магической силой возрождения. Такие темы, как восстановление праха Гитлера или расположение секретной нацистской колонии в Гималаях, соединялись со старыми историями о выживании укрывшихся нацистов.
Первоначально теология «нацистских тайн» являлась литературным феноменом, но в 1980-х и 1990-х годах она стала существенным элементом мистического неонацизма.